# Rio Brebina Mică
O Rio Brebina Mică é um rio da Romênia afluente do Brebina, localizado no distrito de Braşov.